# Favasse
Pour les articles homonymes, voir Maresque.
La Favasse ou Maresque du Pas est une rivière française qui coule dans le département de l'Aveyron. C'est un affluent de l'Aveyron en rive droite, donc un sous-affluent de la Garonne par l'Aveyron puis par le Tarn. 

## Géographie
De 10,8 km de longueur, la Favasse prend sa source au sud du Massif central commune de Onet-le-Château dans le département de l'Aveyron au sud de l'aéroport de Rodez-Marcillac et se jette dans l'Aveyron commune de Druelle.

## Départements et villes traversées
- Aveyron : Druelle, Onet-le-Château, Balsac

## Principaux affluents
- le Ruisseau d'Is (4,2 km)